# Apoclea micracantha
Apoclea micracantha là một loài ruồi trong họ Asilidae. Apoclea micracantha được Loew miêu tả năm 1856.